# Tadmit
Tadmit (em árabe: تاعضميت) é uma pequena cidade e comuna localizada na província de Djelfa, Argélia. De acordo com o censo de 2008, a população total da cidade era de 10 359 habitantes.